# Уэст-Юнион (тауншип, Миннесота)
Уэст-Юнион (англ. West Union) — тауншип в округе Тодд, Миннесота, США. На 2000 год его население составило 312 человек.

## География
По данным Бюро переписи населения США площадь тауншипа составляет 76,8 км², из которых 74,7 км² занимает суша, а 2,1 км² — вода (2,73 %).

## Демография
По данным переписи населения 2000 года здесь находились 312 человек, 97 домохозяйств и 89 семей.  Плотность населения —  4,2 чел./км².  На территории тауншипа расположено 103 постройки со средней плотностью 1,4 построек на один квадратный километр. Расовый состав населения: 98,72 % белых, 0,96 % коренных американцев и 0,32 % азиатов.
Из 97 домохозяйств в 45,4 % воспитывались дети до 18 лет, в 84,5 % проживали супружеские пары, в 1,0 % проживали незамужние женщины и в 8,2 % домохозяйств проживали несемейные люди. 8,2 % домохозяйств состояли из одного человека, при том 6,2 % из — одиноких пожилых людей старше 65 лет. Средний размер домохозяйства — 3,22, а семьи — 3,40 человека.
31,7 % населения — младше 18 лет, 8,0 % — в возрасте от 18 до 24 лет, 26,0 % — от 25 до 44, 23,7 % — от 45 до 64, и 10,6 % — старше 65 лет. Средний возраст — 35 лет. На каждые 100 женщин приходилось 109,4 мужчин.  На каждые 100 женщин старше 18 приходилось 115,2 мужчин.
Средний годовой доход домохозяйства составлял 41 406 долларов, а средний годовой доход семьи —  41 875 долларов. Средний доход мужчин —  25 000  долларов, в то время как у женщин — 18 750. Доход на душу населения составил 15 175 долларов. За чертой бедности находились 9,1 % семей и 7,9 % всего населения тауншипа, из которых 9,1 % младше 18 и 25,0 % старше 65 лет.